# Friedrich Stromeyer
Friedrich Stromeyer (2. august 1776, død 18. august 1835) var en tysk kemiker.
Stromeyer var en udmærket analytisk kemiker, som har udrettet betydeligt på den kvantitative analyses områade. Han studerede først botanik, senere kemi, hvori han væsentligst søgte sin uddannelse hos Vauquelin. 
1806 blev han professor i kemi og farmaci i Göttingen; i denne stilling forblev han til sin død; han opdagede metallet kadmium. 
1808 udgav han Grundriss der theoretischen Chemie og 1821 Untersuchung über die Mischung der Mineralkörper. Allerede 1806 udkom hans Tabellarische Uebersicht der chemischen einfachen und zusammengesetzten Stoffe.